# Tipula loeffleri
Tipula loeffleri är en tvåvingeart som beskrevs av Theowald 1984. Tipula loeffleri ingår i släktet Tipula och familjen storharkrankar.
Artens utbredningsområde är Etiopien. Inga underarter finns listade i Catalogue of Life.